# Piłkarz roku na Węgrzech
Węgierski Piłkarz Roku (Az Év Magyar Labdarúgója) – nagroda, którą corocznie od 1901 roku MLSZ przyznaje węgierskiemu piłkarzowi osiągającemu najlepsze wyniki.
Oprócz tej nagrody przyznaje się od 1998 roku również Złoty But, nagrodę przyznawaną przez serwis nb1.hu, a wcześniej przez węgierskie czasopismo Foci (węg. Piłka nożna). Zwycięzców wyłania jury składające się z dziennikarzy.

## Węgierscy Piłkarze Roku
- 1901: Ferenc Ray (Budapesti TC)
- 1902: Béla Ordódy (Budapesti TC)
- 1903: József Pokorny (Ferencvárosi TC)
- 1904: Imre Pozsonyi (MTK Budapest FC)
- 1905: Ödön Bodor (Postás SE)
- 1906: Gáspár Borbás (MAC)
- 1907: Gáspár Borbás (MAC)
- 1908: László Domonkos (MTK Budapest FC)
- 1909: Gyula Rumbold (Ferencvárosi TC)
- 1910: Jenő Károly (MTK Budapest FC)
- 1911: Gyula Biró (MTK Budapest FC)
- 1912: Imre Schlosser (Ferencvárosi TC)
- 1913: Sándor Bodnár (MAC)
- 1914: Károly Zsák (33 FC)
- 1915: Alfréd Schaffer (MTK Budapest FC)
- 1916: Alfréd Schaffer (MTK Budapest FC)
- 1917: Ferenc Plattkó (Vasas SC)
- 1918: György Orth (MTK Budapest FC)
- 1919: József Braun (MTK Budapest FC)
- 1920: Károly Fogl (Újpesti TE)
- 1921: Zoltán Blum (Ferencvárosi TC)
- 1922: György Molnár (MTK Budapest FC)
- 1923: Gyula Mándi (MTK Budapest FC)
- 1924: Rudolf Jeny (MTK Budapest FC)
- 1925: József Takács (Vasas SC)
- 1926: Mihály Pataki (Ferencvárosi TC)
- 1927: Vilmos Kohut (Ferencvárosi TC)
- 1928: Márton Bukovi (Ferencvárosi TC)
- 1929: Jenő Kalmár (Hungária Budapeszt)
- 1930: Ferenc Borsányi (Újpesti TE)
- 1931: István Avar (Újpesti TE)
- 1932: József Turay (Ferencvárosi TC)
- 1933: Gyula Lázár (Ferencvárosi TC)
- 1934: Gyula Polgár (Ferencvárosi TC)
- 1935: Antal Szalay (Újpesti TE)
- 1936: László Cseh (Hungária Budapeszt)
- 1937: Pál Titkos (Hungária Budapeszt)
- 1938: Géza Toldi (Ferencvárosi TC)
- 1939: Gyula Zsengellér (Újpesti TE)
- 1940: Sándor Bíró (Hungária Budapeszt)
- 1941: György Sárosi (Ferencvárosi TC)
- 1942: Gyula Bodola (Nagyváradi AC)
- 1943: István Szalay (Csepel SC)
- 1944: Ferenc Sárvári (Nagyváradi AC)
- 1945: Sándor Balogh (Újpesti TE)
- 1946: Ferenc Deák (Szentlőrinci AC)
- 1947: Ferenc Szusza (Újpesti TE)
- 1948: Béla Marosvári (Csepel SC)
- 1949: Gyula Grosics (Teherfuvar SE) / Mihály Kispéter (Ferencvárosi TC)
- 1950: Gyula Grosics (Teherfuvar SE) / Ferenc Puskás (Budapest Honvéd FC)
- 1951: Péter Palotás (Bástya SE)
- 1952: József Bozsik (Budapest Honvéd FC)
- 1953: Nándor Hidegkuti (Vörös Lobogó SE)
- 1954: Sándor Kocsis (Budapest Honvéd FC)
- 1955: Gyula Szilágyi (Vasas SC)
- 1956: Ferenc Szojka (Salgótarjáni BTC)
- 1957: Dezső Bundzsák (Vasas SC)
- 1958: Ferenc Sipos (MTK Budapest FC)
- 1959: Lajos Tichy (Budapest Honvéd FC)
- 1960: János Göröcs (Újpesti Dózsa)
- 1961: Pál Berendy (Vasas SC)
- 1962: Kálmán Mészöly (Vasas SC)
- 1963: Máté Fenyvesi (Ferencvárosi TC) / Károly Palotai (Győri Vasas ETO)
- 1964: Ferenc Bene (Újpesti Dózsa)
- 1965: Sándor Mátrai (Ferencvárosi TC)
- 1966: Flórián Albert (Ferencvárosi TC)
- 1967: Flórián Albert (Ferencvárosi TC)
- 1968: Lajos Szűcs (Ferencvárosi TC)
- 1969: Ferenc Bene (Újpesti Dózsa)
- 1970: László Fazekas (Újpesti Dózsa)
- 1971: Lajos Szűcs (Ferencvárosi TC)
- 1972: Miklós Páncsics (Ferencvárosi TC)
- 1973: István Juhász (Ferencvárosi TC)
- 1974: József Horváth (Újpesti Dózsa)
- 1975: László Bálint (Ferencvárosi TC)
- 1976: Zoltán Kereki (Haladás Szombathely)
- 1977: Sándor Pintér (Budapest Honvéd FC)
- 1978: István Kocsis (Budapest Honvéd FC)
- 1979: József Salamon (Diósgyőri VTK)
- 1980: nagrody nie przyznano
- 1981: Tibor Nyilasi (Ferencvárosi TC)
- 1982: Imre Garaba (Budapest Honvéd FC)
- 1983: József Kardos (Újpesti Dózsa)
- 1984: Antal Róth (Pécsi MSC)
- 1985: Lajos Détári (Budapest Honvéd FC)
- 1986: Antal Róth (Pécsi MSC)
- 1987: Attila Herédi (Újpesti Dózsa)
- 1988: István Kozma (Újpesti Dózsa)
- 1989: József Keller (Ferencvárosi TC)
- 1990: Zsolt Petry (Budapest Honvéd FC)
- 1991: Péter Lipcsei (Ferencvárosi TC)
- 1992: András Telek (Ferencvárosi TC)
- 1993: János Árgyelán (Békéscsabai Előre FC)
- 1994: Béla Illés (Kispest-Budapest Honvéd FC)
- 1995: Péter Lipcsei (Ferencvárosi TC)
- 1996: Tamás Sándor (Debreceni VSC)
- 1997: Béla Illés (MTK Hungária Budapeszt)
- 1998: Béla Illés (MTK Hungária Budapeszt)
- 1999: Pál Dárdai (Hertha BSC)
- 2000: Miklós Salamon (Dunaferr SE) / Attila Tököli (Dunaferr SE)
- 2001: Attila Tököli (Dunaferr SE)
- 2002: Zoltán Gera (Ferencvárosi TC)[1]
- 2003: Krisztián Kenesei (Zalaegerszegi TE)
- 2004: Zoltán Gera (West Bromwich Albion)
- 2005: Zoltán Gera (West Bromwich Albion)
- 2006: Szabolcs Huszti (Hannover 96)[2]
- 2007: nagrody nie przyznano
- 2008: József Kanta (MTK Hungária Budapeszt)[3]
- 2009: Gergely Rudolf (Debreceni VSC)[4]
- 2010: Gábor Horváth (Videoton FC)[5]
- 2011: Gergely Rudolf (Panathinaikos AO)
- 2012: Ádám Bogdán (Bolton Wanderers F.C.)
- 2013: Ádám Bogdán (Bolton Wanderers F.C.)
- 2014: Roland Juhász (Videoton FC)
- 2015: Gábor Király (Szombathelyi Haladás)
- 2016: Gábor Király (Szombathelyi Haladás)
- 2017: Nemanja Nikolić (Chicago Fire)
- 2018: Péter Gulácsi (RB Leipzig)
- 2019: Péter Gulácsi (RB Leipzig)
- 2020: Péter Gulácsi (RB Leipzig)
- 2021:András Schäfer (DAC Dunajská Streda)
- 2022:Dominik Szoboszlai (RB Leipzig)
- 2023:Dominik Szoboszlai (RB Leipzig)

## Zdobywcy Złotego Buta
- 1998: Gábor Király (Hertha BSC)
- 1999: Gábor Király (Hertha BSC)
- 2000: Gábor Király (Hertha BSC)
- 2001: Gábor Király (Hertha BSC)
- 2002: Krisztián Lisztes (Werder Brema)
- 2003: Imre Szabics (VfB Stuttgart)
- 2004: Zoltán Gera (West Bromwich Albion)
- 2005: Zoltán Gera (West Bromwich Albion)
- 2006: Pál Dárdai (Hertha BSC)
- 2007: Tamás Hajnal (Karlsruher SC)
- 2008: Tamás Hajnal (Borussia Dortmund)
- 2009: Roland Juhász (RSC Anderlecht)[6]
- 2010: Balázs Dzsudzsák (PSV Eindhoven)[7]
- 2011: Roland Juhász (RSC Anderlecht)
- 2012: Ádám Szalai (1. FSV Mainz 05)
- 2013: Szabolcs Huszti (Hannover 96)
- 2014: Balázs Dzsudzsák (Dinamo Moskwa)
- 2015: Gábor Király (Szombathelyi Haladás)
- 2016: Ádám Nagy (Bologna FC)
- 2017: Nemanja Nikolić (Chicago Fire)